# Тархов, Николай Александрович

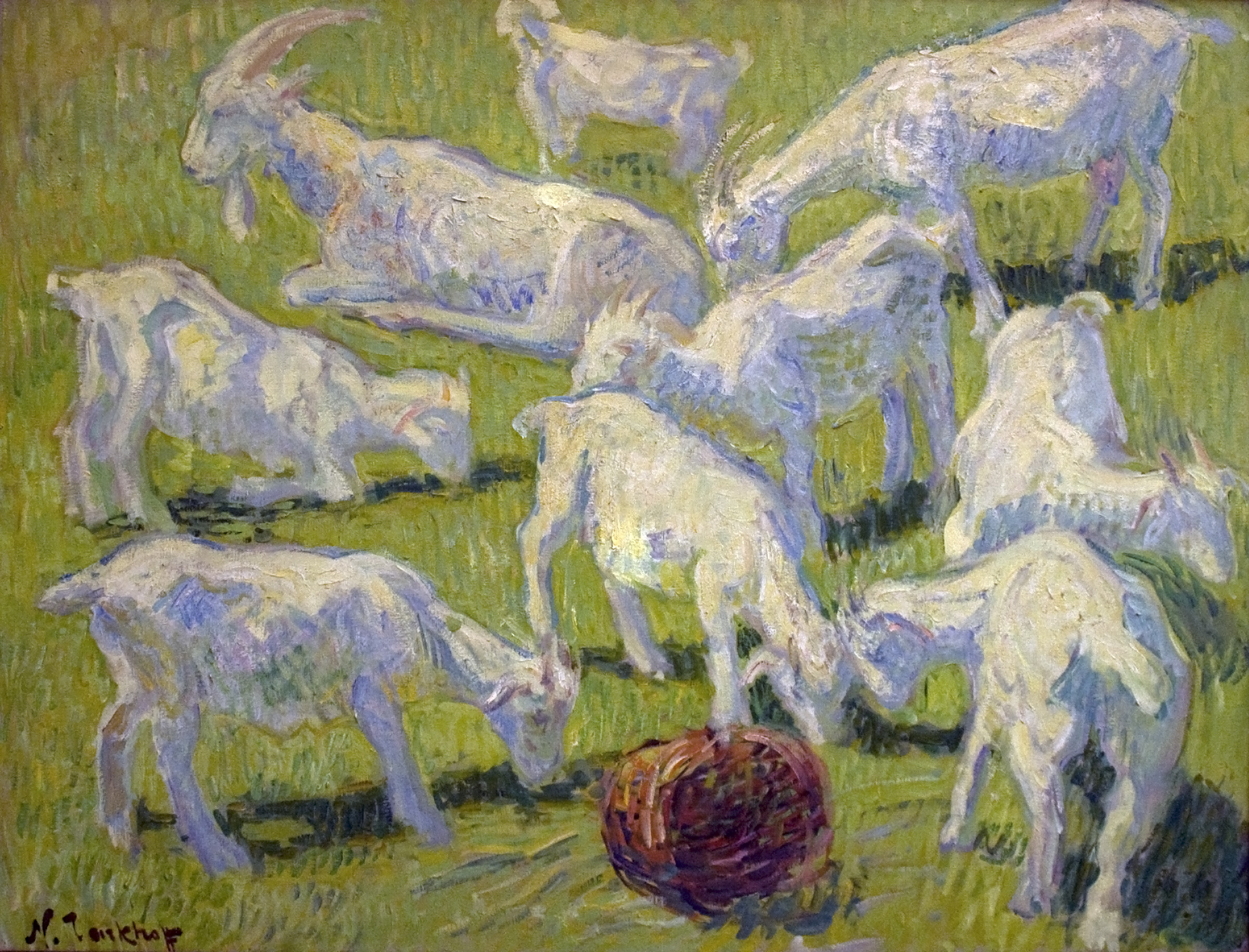
Козы на солнце. 1904. Третьяковская галерея

Николай Александрович Тархов (фр. Nicolas (Nicholas) Tarkhoff; 20 января 1871, Москва — 5 июня 1930, Орсе, Франция) — русский и французский живописец, один из членов-учредителей второго «Мира искусства».

## Биография
Николай Тархов — художник, самостоятельно определявший свой путь в искусстве. Живописец, пейзажист, портретист, жанрист, отдавал все время работе на натуре. 
В 1894 году он неудачно пытается поступить в Московское училище живописи, ваяния и зодчества. Затем начинает заниматься самостоятельно и в 1897 году посещает мастерскую К. Коровина. Дебютировал на XVII выставке Московского общества любителей художеств.
В 1898 году едет в Париж. В 1899 году недолго посещает мастерские Ж.-П. Лорана и Л. О. Меерсона. В 1906 году С. Дягилев выставляет его работы вместе с работам М. Ларионова. Участвовал в парижских салонах — Независимых, Осенних и других. Присылал свои работы на выставку в Москву — «36 художников», Союза русских художников и другие. В 1909 году проходит его персональная выставка в галерее Дрюэ в Париже. В Петербурге экспонировал работы на выставке «Салон» С. Маковского. Участвовал в «Салоне В. А. Издебского» (1909—1910).
В 1911 году Тархов окончательно переезжает в Орсе. В 1930 году Осенний салон в рамках ежегодной выставки устроил небольшой ретроспективный показ работ Тархова. С. Маковский в 1910 году в журнале «Аполлон» написал: «Тархова ещё мало знают и плохо ценят в России. Пора и нам русским, понять, что Тархов — большой самородный талант. Пора поклониться его глубоко-правдивому, искреннему, прекрасному творчеству». К. Малевич ставил Тархова в ряд мастеров, для которых живопись превращалась «в стихию движения цветовых элементов», знаменуя «отход от предмета в самостоятельную республику живописи».

## Наследие
Работы Николая Тархова представлены во многих частных и музейных собраниях, в том числе в Государственной Третьяковской галерее, которая приобретала работы художника ещё с прижизненных экспозиций. Также его произведения находятся в коллекциях Государственного Русского музея (Санкт-Петербург) и Музея искусств «Пти-Пале» (Женева).